# 笠原正夫
笠原 正夫（かさはら まさお、1934年 -　）は、日本の日本史学者。
和歌山県生まれ。和歌山大学学芸学部卒業後、和歌山大学教育学部附属中学校ほか和歌山県内の公立中学校、県立高等学校の教諭、和歌山県史編纂室、鈴鹿国際大学教授を務め、2005年定年。

## 著書
- 『近世漁村の史的研究 紀州の漁村を素材として』名著出版 1993
- 『紀州藩の政治と社会』清文堂出版 2002
- 『近世熊野の民衆と地域社会』清文堂出版 2015

### 監修・共編著
- 『目で見る有田・海南の100年』監修: 執筆:小賀直樹ほか 郷土出版社 1994
- 『目で見る新宮・熊野の100年』監修: 執筆:内田幸保ほか 郷土出版社 1994
- 『南紀と熊野古道』小山靖憲共編 吉川弘文館 街道の日本史 2003
- 『和歌山県の歴史』小山靖憲,武内雅人,栄原永遠男,弓倉弘年,高嶋雅明共著 山川出版社 県史 2004

## 論文
- 笠原正夫